# مقاطعة كلالام (واشنطن)
مقاطعة كلالام (بالإنجليزية: Clallam County)‏ هي إحدى مقاطعات ولاية واشنطن في الولايات المتحدة الأمريكية.